# Rakousko-uherská koruna

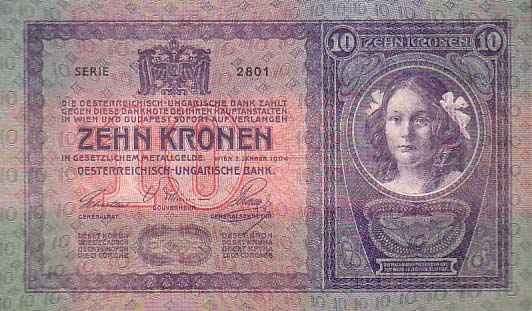
Rakouská strana bankovky 10 korun

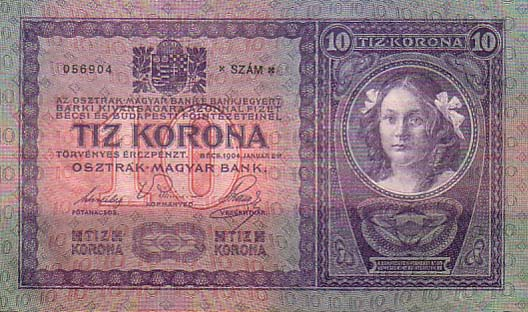
Uherská strana bankovky 10 korun

Rakousko-uherská koruna (německy Österreichisch-ungarische Krone, maďarsky osztrák-magyar korona) byla měna Rakouska-Uherska od 2. srpna 1892 do rozpadu říše v roce 1918. Na rozdíl od předchozí stříbrné měny byla založena na zlatě. 1 kg čistého zlata obsahoval 3280 korun. Ze zlata však byly raženy pouze mince o hodnotě 10, 20 a 100 korun o ryzosti 900/1000.
Rakousko-Uhersko bylo tvořeno unií dvou států – Rakouska a Uherska, neoficiálně nazývaných Předlitavsko a Zalitavsko podle řeky Litava (něm. Leitha, maď. Lajta), která je přibližně oddělovala. Každý stát měl pro společnou měnu svůj vlastní oficiální název – v Rakousku Krone, v Uhersku korona. Rakousko-uherská koruna byla také oficiální měnou v Lichtenštejnsku (jako lichtenštejnská koruna) v letech 1898 až 1921. Jedna koruna se skládala ze 100 dílčích jednotek – haléřů. Jejich oficiální německý název byl Heller, maďarský fillér.
Do měnové reformy 2. srpna 1892 se používal jako měna zlatý (v Rakousku oficiálně gulden, v Uhersku forint, latinsky florin, v českých zemí zlatý, zlatka, zlatník). Koruna vycházela ze zlatého v poměru 1 zlatý = 2 koruny (z toho vyplývá dodnes lidové označení „pětka“ pro desetikorunu, užívané zejm. v Čechách, na Moravě a ve Slezsku velmi málo; romské označení pro stokorunu zase obsahuje číslovku "penda", tedy padesát). V oběhu však zlatky a krejcary zůstaly ještě několik let.
1. světová válka znamenala rozpad Rakouska-Uherska. Měny nově vzniklých nástupnických států se nazývaly také koruna – československá koruna, rakouská koruna, maďarská koruna a jugoslávská koruna (dnes už žádná z těchto měn neexistuje). Některá území Rakouska-Uherska připadla sousedním státům (Rumunsku, Polsku, Itálii, Ukrajině) a začaly se používat národní měny těchto států.
Lichtenštejnsko od rozpadu Rakouska-Uherska do roku 1921 používalo jako svou měnu lichtenštejnskou korunu a rakouskou korunu, které měly stejnou hodnotu. Od roku 1921 je zákonným platidlem v Lichtenštejnsku švýcarský frank, kvůli nestabilitě rakouské koruny.

## Název měny
Rakousko-Uhersko bylo mnohonárodnostním soustátím. Jednotlivé jazyky, které byly v říši zastoupeny, používaly pro společnou měnu své vlastní pojmenování:
| latinsky | corona | německy    | Krone  | maďarsky   | korona  |
| česky    | koruna | chorvatsky | kruna  | rumunsky   | coroană |
| srbsky   | круна  | slovinsky  | krona  | slovensky  | koruna  |
| polsky   | korona | italsky    | corona | ukrajinsky | корона  |

## Mince
Korunové a haléřové mince si razil každý stát sám. Technické parametry mincí byly shodné, rozdílné byly motivy na mincích. Mince pro Předlitavsko (a také vlastní pro Lichtenštejnsko) se razily ve Vídni, pro Zalitavsko v Kremnici. Nominální hodnoty mincí byly 1, 2, 10, 20 haléřů a 1, 2, 5, 10, 20, 100 korun.
| Rakousko               | Uhersko |
| Mince 2 haléře, aversy |         |

| Rakousko                | Uhersko | Lichtenštejnsko |
| Mince 1 koruna, reversy |         |                 |

| Rakousko                | Uhersko | Lichtenštejnsko |
| Mince 10 korun, reversy |         |                 |

## Bankovky
Bankovky byly tisknuty ve Vídni od roku 1900. Bankovky byly „dvojjazyčné“ – na jedné straně byl německý nápis nominální hodnoty, na druhé maďarský. Hodnota bankovky v ostatních jazycích byla napsána v dolní části bankovky. Bankovky, které se dostaly v průběhu platnosti koruny do oběhu, měly hodnoty 1, 2, 10, 20, 25, 50, 100, 200, 1000, 10 000 korun.